# Bilderdijk (schip, 1972)

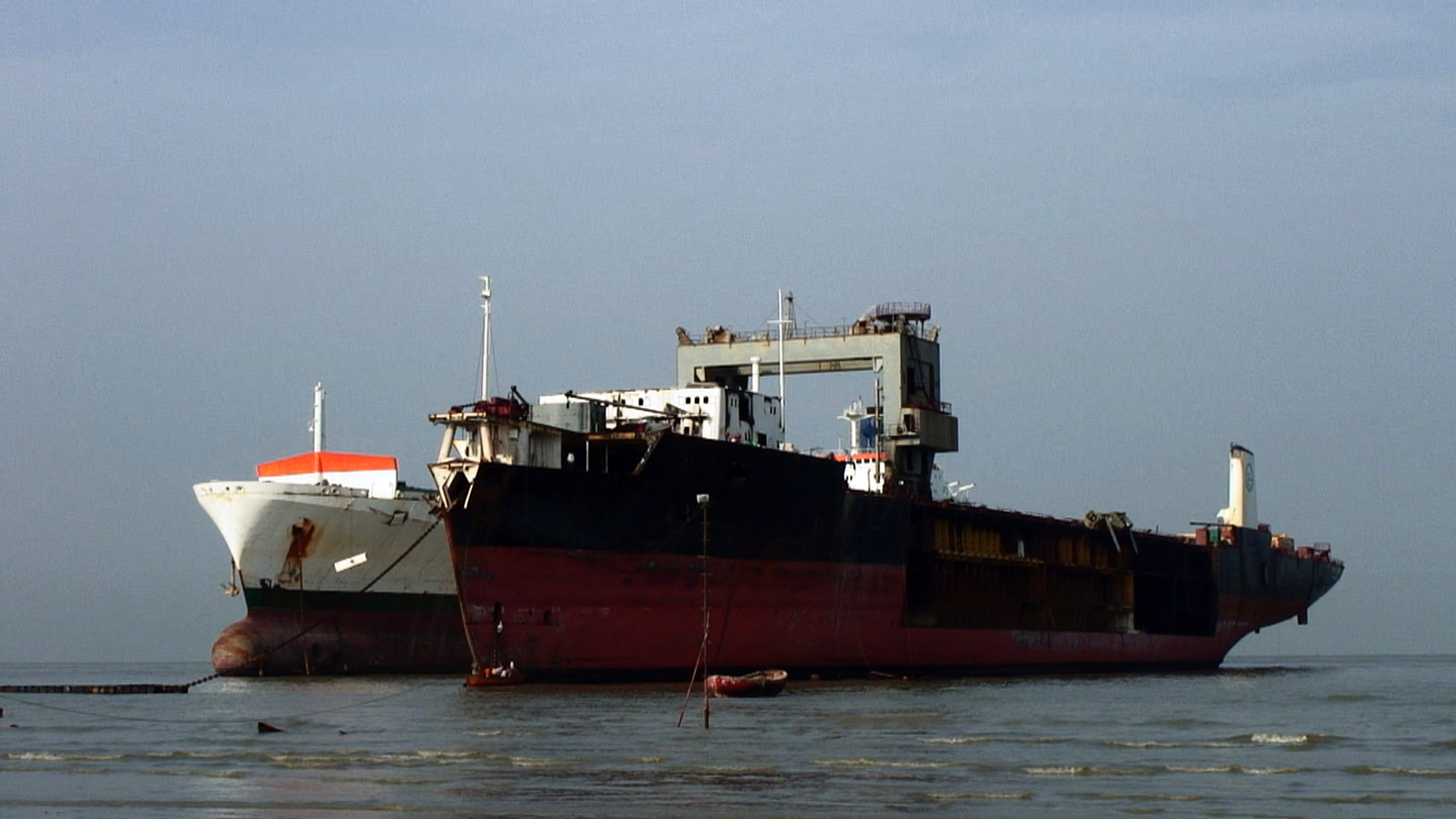
Rhine Forest bij de sloop

De Bilderdijk was een LASH-vrachtschip. Het werd in 1971 bij de werf van Cockerill Yards voor de Holland-Amerika Lijn (HAL) gebouwd. Het Bilderdijk was het eerste in Europa gebouwde lichterschip.
De kiel van het nieuwe schip werd gelegd op 7 juni 1971 en de oplevering vond plaats in februari 1972.
Het motorschip is uitgerust met een 9-cilinder dieselmotor van het type Sulzer 9 RND 90. Deze levert een vermogen van 26.100 apk bij 122 omwentelingen per minuut. De motor drijft een vijfbladige schroef aan die het schip een snelheid geven van 18 knopen.
De Bilderdijk is speciaal gebouwd voor het vervoer van lichters. De totale capaciteit is 83 lichters, waarvan 49 in de vijf laadruimen en nog eens 34 exemplaren aan dek. Elke lichter is 18,7 meter lang, 9,5 meter breed en 4,4 meter hoog. Ongeladen is het gewicht 80 ton en er kan maximaal 380 ton aan lading mee.
Het werd ingezet in een dienst op Amerikaanse havens aan de Golf van Mexico en de Zuid-Atlantische kust. Deze dienst werd gezamenlijk onderhouden door de HAL en de Duitse rederij Hapag-Lloyd onder de naam Combi Line.
In 1973 is het schip overgegaan naar Trans-Ocean, ook een onderdeel van HAL, en in 1975 naar Intercontinental Transport. In 1996 werd het schip verkocht aan Central Gulf Line Inc. en omgedoopt tot Rhine Forest. De Rhine Forest voer vooral tussen de havens aan de monding van de Mississippi en de Rijn. Deze dienst werd met twee of drie andere LASH-schepen van de rederij uitgevoerd. In 2008 werd het schip gesloopt.